# Лепельский уезд
Ле́пельский уе́зд (бел. Лепельскі павет, в 1923—1924 — Бочейковский уезд) — административная единица в составе Полоцкого наместничества, Витебской губернии и БССР, существовавшая в 1793—1796 и 1802—1924 годах. Центр — город Лепель.

## История
Лепельский уезд в составе Полоцкого наместничества Российской империи был образован в 1793 году после 2-го раздела Речи Посполитой. В 1796 году уезд был упразднён, а в 1802 году восстановлен в составе Витебской губернии. В 1923 году переименован в Бочейковский. В марте 1924 года, в связи с упразднением Витебской губернии, уезд был передан в прямое подчинение Белорусской ССР и уже в июле того же года упразднён.

## Население
По данным переписи 1897 года в уезде проживало 156,7 тыс. чел. В том числе белорусы — 82,0 %; евреи — 11,6 %; поляки — 4,0 %; русские — 1,7 %. В уездном городе Лепеле проживало 6284 чел.

## Административное деление
В 1890 году в состав уезда входило 28 волостей:
| № п/п | Волость         | Волостное правление | Число селений | Население |
| ----- | --------------- | ------------------- | ------------- | --------- |
| 1     | Бобиничская     | м. Бобиничи         | 61            | 2832      |
| 2     | Бочейковская    | м. Бочейково        | 27            | 4889      |
| 3     | Бельская        | м. Мосор            | 36            | 4665      |
| 4     | Бешенковичская  | м. Бешенковичи      | 65            | 5440      |
| 5     | Вороничская     | м. Воронеч          | 48            | 3884      |
| 6     | Вороньская      | с. Воронь           | 16            | 2163      |
| 7     | Ветринская      | м. Ветрина          | 53            | 3155      |
| 8     | Городчевичская  | с. Городчевичи      | 24            | 3421      |
| 9     | Гутовская       | д. Судзиловичи      | 61            | 5189      |
| 10    | Жолновская      | м. Жолново          | 21            | 2018      |
| 11    | Заболотская     | д. Полсвиж          | 34            | 3264      |
| 12    | Каменская       | м. Камень           | 42            | 3868      |
| 13    | Коптевичская    | с. Коптевичи        | 23            | 4476      |
| 14    | Кубличская      | м. Кубличи          | 62            | 4570      |
| 15    | Мартиновская    | с. Хотино           | 44            | 5069      |
| 16    | Начская         | с. Шпаковщина       | 48            | 3155      |
| 17    | Несинская       | усадьба Несино      | 36            | 3124      |
| 18    | Ореховская      | с. Орехово          | 56            | 3449      |
| 19    | Пышнянская      | м. Пышно            | 24            | 2360      |
| 20    | Смолянецкая     | д. Смолянцы         | 20            | 3937      |
| 21    | Станиславовская | д. Кутьки           | 31            | 2907      |
| 22    | Стрижевская     | с. Слободка         | 25            | 3570      |
| 23    | Тяпинская       | д. Тяпина           | 24            | 2576      |
| 24    | Улльская        | м. Улла             | 32            | 3461      |
| 25    | Усайская        | с. Усая             | 41            | 4987      |
| 26    | Ушачская        | м. Ушачь            | 62            | 3524      |
| 27    | Франопольская   | д. Юркова Стена     | 21            | 3422      |
| 28    | Черствятская    | д. Черствяты        | 75            | 5974      |

В 1913 году в уезде было 27 волостей, упразднена Жолновская волость.

## Населённые пункты
По переписи 1897 года наиболее крупные населённые пункты уезда:
| - город Лепель - 6284 чел.; - м. Чашники - 4590 чел.; - м. Бешенковичи - 4423 чел.; - м. Улла - 2485 чел.; - м. Ушачь - 1460 чел.; - м. Кубличи - 1291 чел.; - м. Камень - 1066 чел.; - с. Коптевичи - 959 чел.; - д. Стаи - 750 чел.; - м. Бочейково - 722 чел.; | - д. Юркова Стена - 686 чел.; - д. Ведреня-Рожанцова - 630 чел.; - д. Боровно - 596 чел.; - д. Жары - 589 чел.; - д. Старое Село - 582 чел.; - с. Свеча - 575 чел.; - д. Вишковичи - 548 чел.; - с. Старый Лепель - 545 чел.; - д. Смолянцы - 507 чел.; - им. Вацлавово - 504 чел. |

## Известные уроженцы и жители
- Константин Абазовский (д. Обухово) — Герой Советского Союза.
- Александр Пщёлко (д. Черствяды) — белорусский и русский прозаик, публицист, этнограф
- Эпимах-Шипило, Бронислав Игнатьевич (хутор Судиловичи) — белорусский литературовед, фольклорист, педагог, издатель
- Доватор, Лев Михайлович (село Хотино) — советский военный деятель, Герой Советского Союза.
- Шур, Яков Шебселевич — учёный-физик.